# جان مارلو
جان مارلو (بالإنجليزية: Jean Marlowe)‏ هي لاعبة كرة قاعدة أمريكية، ولدت في 28 ديسمبر 1929 في سكرانتون في الولايات المتحدة، وتوفيت في 16 أبريل 2007 في أوليفانت في الولايات المتحدة.